# Who Is to Blame?
 (août 2025).
Pour plus de détails, voir Fiche technique et Distribution.
Who Is to Blame? est un film muet américain réalisé par Frank Borzage, sorti en 1918.

## Synopsis
Charmé par le franc sourire de Taro San, un conducteur de pousse-pousse japonais, Grant Barton emmène le jeune homme aux États-Unis en tant que valet. Grant épouse Marion Craig, mais quand elle part en Californie rendre visite à sa mère malade, il s'entiche de Tonia Marsh, une vamp. Marion les découvre ensemble et quitte Grant, sur quoi Taro décide d'aider son gentil employeur à se sortir de ses difficultés. En se faisant passer auprès de Tonia pour un membre de la famille impériale du Japon, Taro fait la cour à l'aventurière, et quand Grant les trouve dans les bras l'un de l'autre, il licencie immédiatement Taro. Grant et Marion se réconcilient, pendant que Taro retourne tristement au Japon.

## Fiche technique
- Titre original : Who Is to Blame?
- Réalisation : Frank Borzage
- Scénario d'après une histoire originale d'E. Magnus Ingleton
- Photographie : Pliny Horne
- Société de production : Triangle Film Corporation
- Société de distribution : Triangle Distributing Corporation
- Pays d'origine :  États-Unis
- Langue : anglais
- Format : Noir et blanc - 35 mm - 1,37:1 - Muet
- Genre : drame
- Durée : 5 bobines
- Date de sortie :
  - États-Unis : 19 mars 1918
- Licence : Domaine public

## Distribution
- Jack Abbe : Taro San
- Jack Livingston : Grant Barton
- Maude Wayne : Marion Craig
- Lillian West : Tonia Marsh
- Lillian Langdon : Mme Craig
- Jean Hersholt